# James Hewitt
James Lifford Hewitt, född 30 april 1958 i Londonderry, Nordirland, är en pensionsavgången officer i Storbritanniens armé, mest känd som prinsessan Dianas älskare.

## Biografi
James Hewitt växte upp i Kent och Devon. Efter studier på Millfeld, där han ägnade sig åt idrottande, sökte Hewitt in till Royal Military Academy Sandhurst. Hewitt kom in och avancerade snabbt i graderna. 1978, vid 20 års ålder, togs han ut i The Life Guards. 13 år senare deltog han i Gulfkriget. Samma år kom han att lämna det militära och sedan dess har Hewitts namn evigt förknippats med prinsessan Diana.

## Relationen med Prinsessan Diana
Hewitt, som i och med sitt arbete inom The Life Guards hade en nära kontakt med det brittiska hovet kom att bli den dåvarande prinsessan Dianas ridlärare. De ska ha träffats för första gången 1986 och haft en relation mellan åren 1987 och 1992. Under hypnos ska Hewitt dock ha medgett att han och Diana träffades redan 1981 och sedan dess har det pågått vilda spekulationer om att Hewitt skulle vara prins Harrys biologiske far. Hewitt har sedan dess levt på sitt rykte och namn, bland annat har brev som sändes mellan honom och Diana förekommit i engelska tidningar. 

## Övrigt
James Hewitt har alltsedan affären med Diana uppdagades gjort sig ett namn bland annat genom att ge ut en bok, Love and War, samt deltagit i diverse TV-produktioner. Hewitt besöktes av Fredrik Wikingsson och Filip Hammar i TV-serien High Chaparall.